# Мидзуками
Мидзуками (яп. 水上村 Мидзуками-мура) — село в Японии, находящееся в уезде Кума префектуры Кумамото. Площадь села составляет 190,96 км², население — 2274 человека (1 августа 2014), плотность населения — 11,91 чел./км².

## Географическое положение
Село расположено на острове Кюсю в префектуре Кумамото региона Кюсю. С ним граничат город Яцусиро, посёлки Юномаэ, Тараги и сёла Ицуки, Сииба, Нисимера.

## Население
Население села составляет 2274 человека (1 августа 2014), а плотность — 11,91 чел./км². Изменение численности населения с 1980 по 2005 годы:
| 1980 | 3668 чел. |  |
| 1985 | 3446 чел. |  |
| 1990 | 3115 чел. |  |
| 1995 | 2919 чел. |  |
| 2000 | 2706 чел. |  |
| 2005 | 2597 чел. |  |

## Символика
Деревом села считается криптомерия, цветком — Hymenanthes, птицей — трясогузка.